# Pagodidaphne
Pagodidaphne is een geslacht van weekdieren uit de klasse van de Gastropoda (slakken).

## Soorten
- Pagodidaphne colmani Shuto, 1983
- Pagodidaphne schepmani (Thiele, 1925)